# Miquel Oliva i Vilar
Miquel Oliva i Vilar (Roses, 1880 - Girona, 9 de gener del 1922) va ser un pianista i compositor gironí.

## Biografia
Estudià piano al Conservatori del Liceu de Barcelona amb el mestre Costa i Nogueras, i es graduà amb el Diploma d'Honor del primer premi el 1897. Establert a Girona (com la resta de la seva família), tingué gran anomenada per la interpretació pianística i per la formació de gran nombre de futurs músics.
Formà part d'un gran nombre de conjunts musicals, com el Trio Gerió i molts d'altres. Pels voltants del 1900 formà part del "Sexteto Artístico Gerundense" (integrat pels mestres Vidal, Saló i Mollera -violins-, Serra -viola-, Sobrequés -violoncel- i Oliva -piano-). El 1908 alguns d'aquests músics tocaven en un conjunt format per en Serra, l'Oliva, en Sobrequés i en Casademunt.

Dirigí la Banda de l'Hospici gironí (des dels 1904, quan guanyà la plaça, fins almenys el 1920). En Miquel Oliva també va ser un dels músics que més tocà en els cafès gironins, com ho acredita aquest vers popular referent al Cafè Vila: 
| « | Al vespre anem a Can Vila que'ns donan música ab Moka lo nostre company Oliva ja sabs tú lo be que toca | » |

.
Com a compositor fou autor de força peces musicals, com cançons per a piano, música sacra, sardanes… Un dels alumnes de música que tingué fou el saltenc Josep Comalada i Culubret (1902-1983). En Prudenci Bertrana feu el 1907 un retrat a l'oli del músic, i l'escultor Ricard Guinó una escultureta de guix de cos sencer (Museu d'Art de Girona).
El seu germà Enric Oliva i Vilar (1882-1931) va ser també instrumentista i compositor.

## Obres
- Cansó (1902), per a piano i veu, amb lletra de Francesc Balari i Galí
- Murmure, vals boston (1904),
- Trisagi, a tres veus